# Trigonum suboccipitale
Trigonum suboccipitale er et trekantet område afgrænset af de tre suboccipitalmuskler: musculus obliquus capitis superior, musculus obliquus capitis inferior og musculus rectus capitis posterior major. Specifikt taler man om hullet imellem disse tre. Hullet er dækket af en fjerde muskel, musculus semispinalis.
Profundt for hullet findes membrana atlantooccipitalis og arcus posterior atlantis (hvirvelbuen af C01). Superficielt for membranen har nervus suboccipitalis forløb, og lige profundt for denne findes arteria vertebralis.

## Referrencer
1. ↑  Bojsen-Møller, Finn (2014). Bevægeapparatets Anatomi (13 udgave). Munksgaard. ISBN 978-87-628-0900-0.